# 오나이우 아도
오나이우 아도(일본어: オナイウ 阿道, 1995년 11월 8일 ~ )는 나이지리아인 아버지와 일본인 어머니 사이에서 태어난 일본의 축구 선수이다. 현재 리그 2의 AJ 오세르에서 뛰고 있다.

## 구단 경력
그는 2014년부터 2021년까지 J리그의 제프 유나이티드 지바, 우라와 레즈, 레노파 야마구치 FC, 오이타 트리니타, 요코하마 F. 마리노스에서 활동하였다.

## 국가대표팀 경력
그는 2016년 AFC U-23 축구 선수권 대회에 참가할 일본 U-23 국가대표팀에 발탁되었으며 우승에 기여했다.
2021년 6월 11일 세르비아과의 경기에서 일본 국가대표팀에 데뷔했다. 6월 15일 FIFA 월드컵 예선 키르기스스탄와의 경기에서 전반 27분 ~ 33분 3득점을 넣었다. 그는 국제 A매치 통산 3경기에 출전, 3득점을 넣었다.

## 통계
| 일본 | 일본 | 일본 |
| 연도 | 출전 | 득점 |
| ---- | ---- | ---- |
| 2021 | 3    | 3    |
| 통산 | 3    | 3    |